# Луна-25
Луна-25 (раніше — Луна-Глоб, укр. Місяць-25) — автоматична міжпланетна станція, проєкт російської космічної програми, що реалізується НВО ім. Лавочкіна, із дослідження та практичного використання Місяця і навколомісячного простору автоматичними безпілотними апаратами. Метою цього проєкту є запуск автоматичного зонда, який повинен здійснити обліт Місяця, орбітальна частина якого повинна здійснити дистанційне дослідження та вибір відповідних майданчиків для подальших спускальних апаратів, а посадковий модуль досліджувати поверхню Місяця поблизу Південного полюсу. Запуск здійснено 10 серпня 2023 року. Запланований термін роботи зонду на поверхні Місяця був близько року, але 19 серпня 2023 року в результаті позаштатної роботи рухової установки станція зійшла з орбіти і розбилася об поверхню Місяця.

## Історія проєкту
«Луні-25» передував проєкт «Луна-Глоб-1», вперше згаданий у 1997 році, та початково запланований для запуску в 1999 році. Паралельно готувався проєкт «Фобос-ґрунт» зі збору зразків ґрунту з Фобоса та доставку їх на Землю. Обираючи між ними, було вирішено зосередитися на «Фобос-ґрунт», хоча в 1999 році ГЕОХІ висловлювалася ідея використати його для дослідження Місяця.
Актуалізувати проєкт «Луна-Глоб» вдалося лише 2006 року, коли уряди Росії та Індії підписали угоду про космічне співробітництво. До проєкту включили апарат глобальної розвідки місячної поверхні з полярної орбіти, а також посадкову станцію для детального вивчення районів поблизу південного полюса. Паралельно опрацьовувався і російсько-індійський проєкт зонда «Луна-Ресурс».
У 2011 «Фобос-ґрунт», запуск якого намічався ще на 2003 рік, зазнав аварії при старті, тому пріоритети змістилися до «Луна-Глоб-1», перейменованого на «Луна-25». Російську місячну місію назвали «Луна-25», щоб продемонструвати її спадкоємність щодо радянської програми: остання радянська експедиція до Місяця називалася «Луна-24» і завершилася успіхом у липні 1976 року.
Через два роки після аварії «Фобос-ґрунта», в січні 2013 року, був підписаний контракт Роскосмосу з НВО імені Лавочкіна на створення посадкового місячного зонда «Луна-Глоб-1», заснованого на платформі «Фобос-ґрунт».
«Луна-25» планувалася як перший із серії апаратів для відпрацювання нових технологій посадки та вивчення місцевості, де потім висадилися б інші апарати. Спочатку було заплановано, що апарат буде запущений у 2019 році ракетою «Зеніт» з нового космодрому «Восточний» — це був би перший запуск космічного апарата з космодрому. Потім для запуску готувалися використати надважку ракету «Єнісей», але зрештою її визнали надто дорогою.
Програма, прийнята у 2018 році, складалася з трьох етапів: «Вилазка», «Форпост» та «База». Передбачалося, що в ході першого етапу Місяць досліджуватимуть автоматичними апаратами з 2021 до 2025 року, потім з 2025 до 2035 року до супутника планувалися польоти пілотованих кораблів, включаючи висадку, а після 2035 Росія збиралася будувати на Місяці населену базу. На першому етапі готувалися апарати «Луна-25», «Луна-26» и «Луна-27».
Технічно апарат був готовий до лютого 2023 року. Глава Роскосмосу Юрій Борисов заявляв, що ймовірність успіху експедиції «Луни-25» складає 70 %. НУО Лавочкіна, яке створювало апарат для цієї місії, оцінило його у 80 %. Тим часом, російський астроном Володимир Сурдін оцінив шанси на успіх у 50 %.
Після аварії «Луни-25» Юрій Борисов висловив сподівання, що «Луна-26», «Луна-27» і «Луна-28» будуть успішнішими.

## Наукова апаратура
У зв'язку з втратою «Фобос-Ґрунту», вчені переглянули плани місячної програми, майже вдвічі було скорочено кількість приладів на орбітальному зонді. Для підвищення надійності посадки на Місяць замість 34 кілограмів залишилося близько 20 кілограмів. Зонд був оснащений приладами:
- нейтронний детектор для вивчення присутності водню в підповерхневих шарах;
- датчик для вимірювання температури поверхні;
- прилад для аналізу зразків ґрунту (включаючи маніпулятор, який буде «підносити» йому взяті зразки);
- прилад для вивчення місячної екзосфери;
- прилад для вивчення пилових частинок;
- коллімірований гамма-спектрометр[10];
- нейтронний спектрометр.

## Хід місії

### Запуск
Запуск автоматичної міжпланетної станції «Луна-25» було здійснено 10 серпня 2023 року о 23:10:57 (UTC) з космодрому «Восточний» в Амурській області за допомогою ракети-носія «Союз-2.1б» з розгінним блоком «Фрегат».
Через дев'ять хвилин розгінний блок «Фрегат» зі станцією «Луна-25» відокремився від третього ступеня ракети і вийшов на навколоземну орбіту. «Луна-25» має здійснити посадку 21 серпня 2023 року в районі Південного полюса Місяця.

### Політ
16 серпня 2023 року, автоматична міжпланетна станція «Луна-25» досягла околиць Місяця і почала його обліт. Протягом декількох діб проводитимуться зйомки місячної поверхні та підготовка до посадки. Для маневрування включалися два двигуни станції. Перше включення було виконано об 11:57 (за московським часом) коригувально-гальмувальним двигуном і тривало шість хвилин, друге — двигунами м'якої посадки і тривало більше однієї хвилини. У Роскосмосі повідомили, що системи «Луни-25» працюють штатно, з нею підтримується стійкий зв'язок та регулярно вимірюються навігаційні параметри.
19 серпня 2023 року, о 14:10 (за московським часом), після видачі імпульсу для переходу станції «Луна-25» на передпосадкову орбіту, сталася позаштатна ситуація, яка не дала змоги виконати маневр із заданими параметрами. Станція відхилилася від курсу та розбилася об поверхню Місяця за день до планованої посадки.
Проведені 19 та 20 серпня заходи щодо пошуку апарата та налагодження з ним зв'язку результатів не дали.